# Affaire Kris Kremers et Lisanne Froon
Pour les articles homonymes, voir Kremers et Froon.
L'affaire Kris Kremers et Lisanne Froon évoque la disparition de deux jeunes femmes néerlandaises le 1er avril 2014 lors d'une randonnée pédestre sur un sentier de montagne, à l'ouest du Panama, non loin de la frontière avec le Costa Rica.
Une partie de leurs os ont été retrouvés en juin de la même année (moins de 15 % du squelette de Lisanne et moins de 1 % de celui de Kris). La cause de leur mort n'a pas pu être déterminée de manière définitive. En effet, selon les autorités néerlandaises et les enquêteurs médico-légaux, il est probable que les étudiantes se soient perdues dans la jungle et aient fait une chute.
L'absence de preuves, le manque de transparence au cours de l'enquête et les incohérences, soulèvent des questions toujours sans réponses.

## Contexte
Lisanne Froon est née le 24 septembre 1991 à Amersfoort. Grande brune mesurant 1m84, elle est décrite comme une personne joyeuse, optimiste et intelligente. Lisanne venait d'obtenir son diplôme en psychologie appliquée,. Elle pratiquait le volleyball à l'université et s'était essayée à des sports plus extrêmes, comme le parachutisme et l'alpinisme. De nature introvertie, Froon aimait aussi prendre des photos. Lisanne n'avait jamais voyagé plus loin que le sud de l'Allemagne. À Boquete, elle avait le mal du pays et ses parents lui manquaient.
Kris Kremers est née le 9 août 1992 à Amersfoort et mesure 1m64. Elle est décrite comme sociable, créative et responsable. Elle venait de terminer des études en éducation culturelle et sociale à l'université d’Utrecht. Kris était plus extravertie que son amie Lisanne, elle avait des cheveux roux et des yeux bleus. Elle prévoyait de poursuivre des études d'histoire de l'art. En 2012, Kris avait voyagé avec ses parents au Pérou. Depuis, elle était attirée par l'Amérique latine.
Au moment de leur disparition, Kris et Lisanne avaient interrompu temporairement leurs études. Elles s'étaient rencontrées quelques années plus tôt dans le cadre d'un emploi qu'elles exerçaient à temps partiel dans le café d'Amersfoort In den Kleinen Hap. Elles devaient partager un appartement à leur retour du Panama.

## Disparition
Lisanne Froon et Kris Kremers, respectivement 22 et 21 ans, s’envolent pour le Panama le 15 mars 2014 pour des vacances de six semaines.

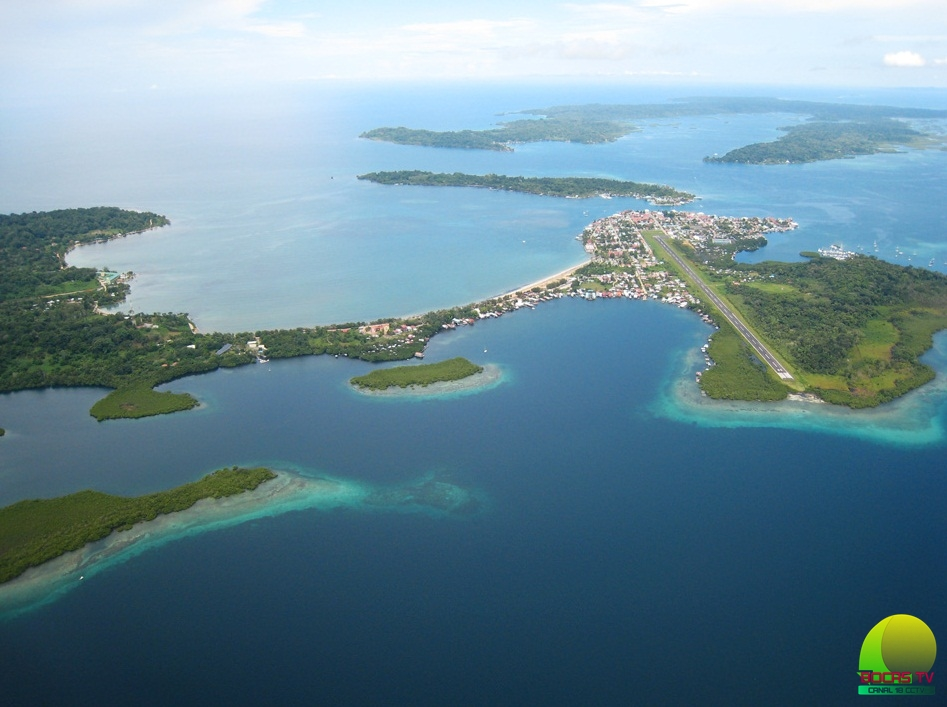
Pendant une douzaine de jours, les jeunes femmes ont passé des vacances détendues à Bocas del Toro.

 Elles suivent des cours d'espagnol à Bocas del Toro, station balnéaire sur la mer des Caraïbes, au nord-ouest du pays, pendant deux semaines, avant de prendre un bus le 29 mars 2014 pour un trajet de moins de 70 km qui les conduit à Boquete, petite ville touristique un peu huppée (elle ressemble à Zermatt ou Grindelwald), dans le but de vivre au sein d'une famille d'accueil locale d'Alto Boquete, quartier décentré situé à l'entrée de la petite ville, pendant un mois, tout en faisant du bénévolat en s'occupant d'enfants défavorisés d’une crèche locale (garderie Aura qui les a renvoyées dès leur arrivée, peut-être en découvrant leur niveau insuffisant d'espagnol, puis, en plan B, l'école Casa Esperanza qui était déjà complète).

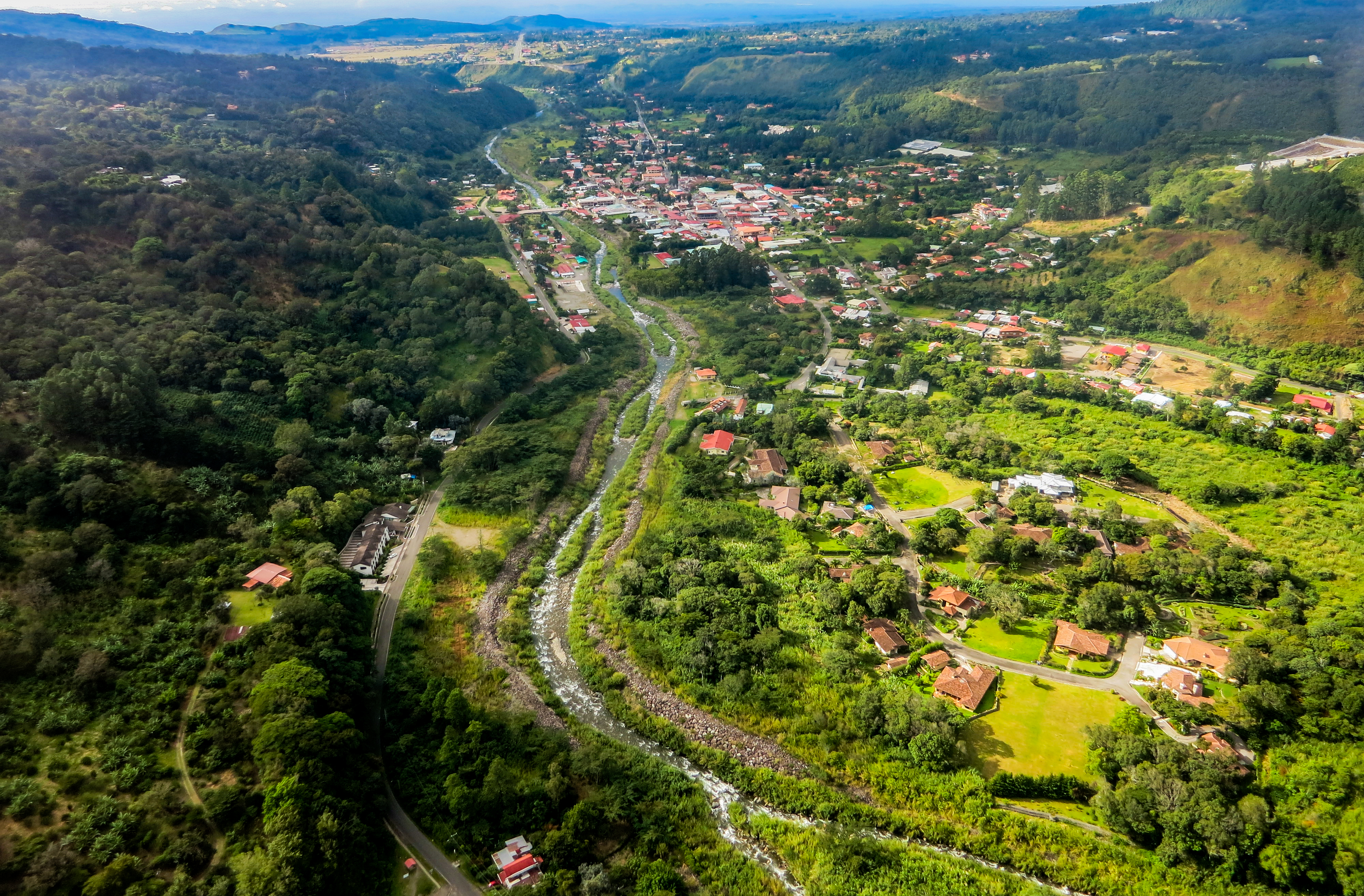
Vue aérienne de Boquete, avec en haut et vers la gauche la voie rapide qui traverse Alto Boquete.

Les 30 et 31 mars, le duo visite la ville et tente de régler des tracas d'organisation qui les rendent anxieuses. Elles doivent s'adapter au nouveau ton de leur voyage, après de véritables vacances à Bocas del Toro.
Lisanne est souffrante, elle tousse beaucoup et est très fatiguée,.
Le 1er avril 2014, elles apprennent finalement que leur travail bénévole ne commencera pas avant une semaine. Cet imprévu les trouble et leur laisse beaucoup de temps libre. Elles réservent deux visites guidées pour les jours suivants (une culture de fraises le 2 avril et une randonnée dans la zone du volcan Barú le 5 avril) et écrivent sur Facebook qu'elles ont l'intention de se promener dans Boquete. Elles prennent leur petit-déjeuner au restaurant Nelvis,. Selon le dossier judiciaire cité dans Still Lost in Panama, les relevés téléphoniques ne montrent pas qu'elles étaient au Nelvis le matin du premier avril. Elle sont passées par leur école de langue Spanish by the River (située à proximité de leur logement), où elles ont téléchargé la carte Google Maps du sentier El Pianista. Elles se rendent dans une pharmacie où elles achètent entre autres des répulsifs contre les moustiques. Vers 11h00, après avoir pris quelques renseignements notamment sur Internet, à l'époque peu exhaustif sur le sujet, elles commencent l'ascension du sentier sans grande difficulté El Pianista, à quelques kilomètres du centre de la petite ville. Il monte vers un point de vue exceptionnel puisque, par temps clair, les eaux de deux océans y sont visibles (l'océan Pacifique est à environ 60 km et la mer des Caraïbes à un peu plus de 30 km). Le sentier traverse une forêt de nuage luxuriante, remarquable pour sa faune et sa flore. Le parcours de 7,9 km jusqu'au sommet dure environ deux heures et demie, à adapter selon la condition physique du marcheur. Il faut donc compter cinq heures l'aller-retour.
Les jeunes femmes, qui ont laissé la plupart de leurs affaires dans leur chambre (même leur portefeuille), ne portent que des vêtements légers (débardeur et short) et n'ont emporté que peu de nourriture, pas de matériel de camping et aucun équipement de survie, ce qui indique qu'elles n'ont pas l'intention de faire plus de quelques heures de randonnée.
En cette pleine période touristique au Panama, le soleil est radieux et le sentier, d'habitude très humide et boueux, est exceptionnellement sec, quelques semaines avant la saison des pluies.

Les jeunes filles avaient consulté un dossier d'information de leur école de langue qui recopiait le guide Lonely Planet. Il n'y était pas clairement précisé que les randonneurs faisant une excursion d'une journée doivent faire demi-tour, revenir par le même chemin, après avoir atteint le point de vue du sommet Mirador. À l'époque, il n'y avait aucune indication ou avertissement.

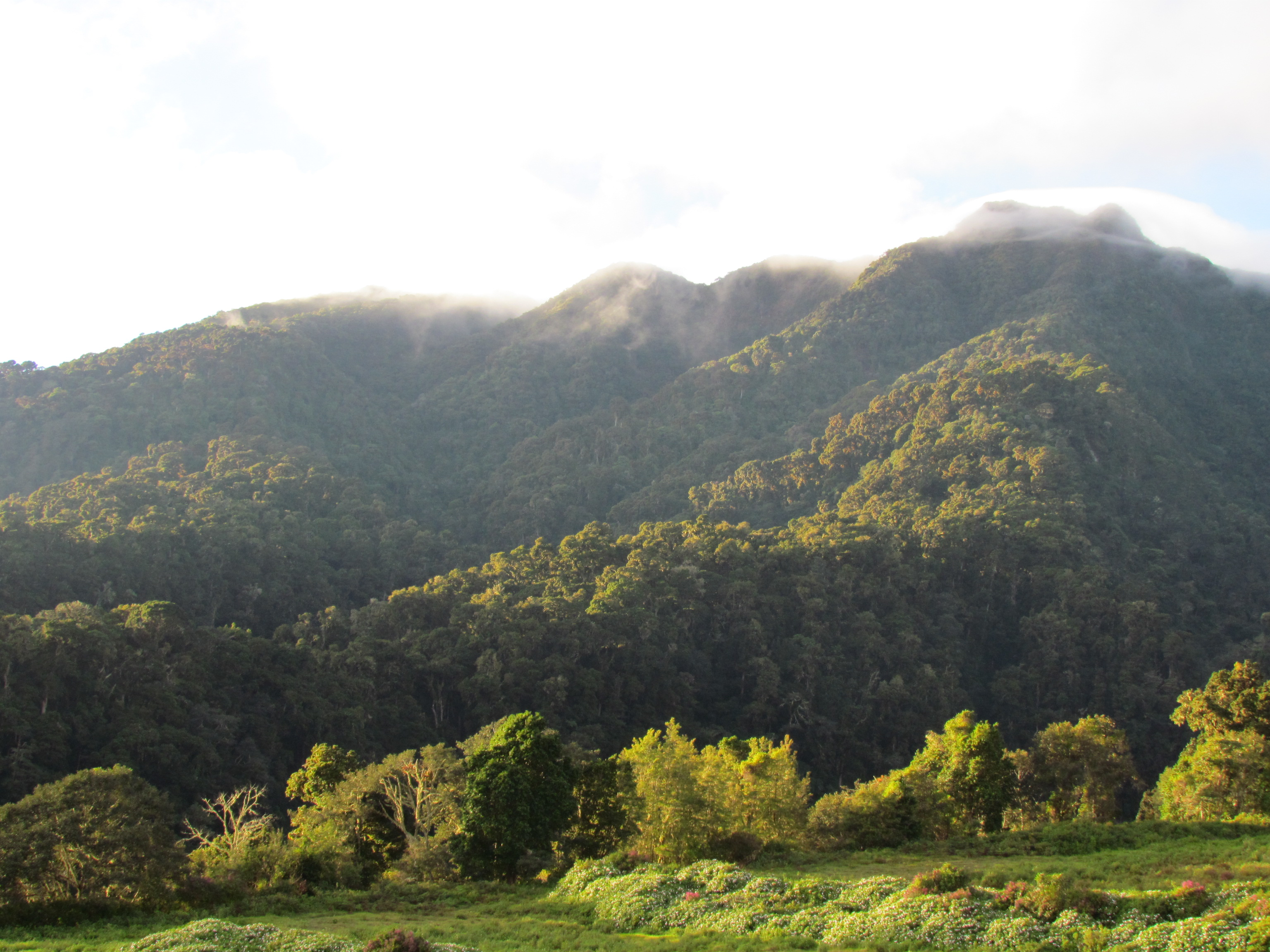
Paysage typique de la région où les jeunes femmes ont disparu.

 Les marcheurs qui comprenaient mal le texte de Lonely Planet pouvaient - à tort - penser qu'après ce point, ils devaient simplement continuer à marcher pour revenir au début, imaginant que le sentier forme une boucle. Mais les touristes se retrouvent alors dans le parc international La Amistad, sur un sentier long, sans surveillance, sans réseau téléphonique et, après deux heures de marche supplémentaires, devenu déroutant, confus.

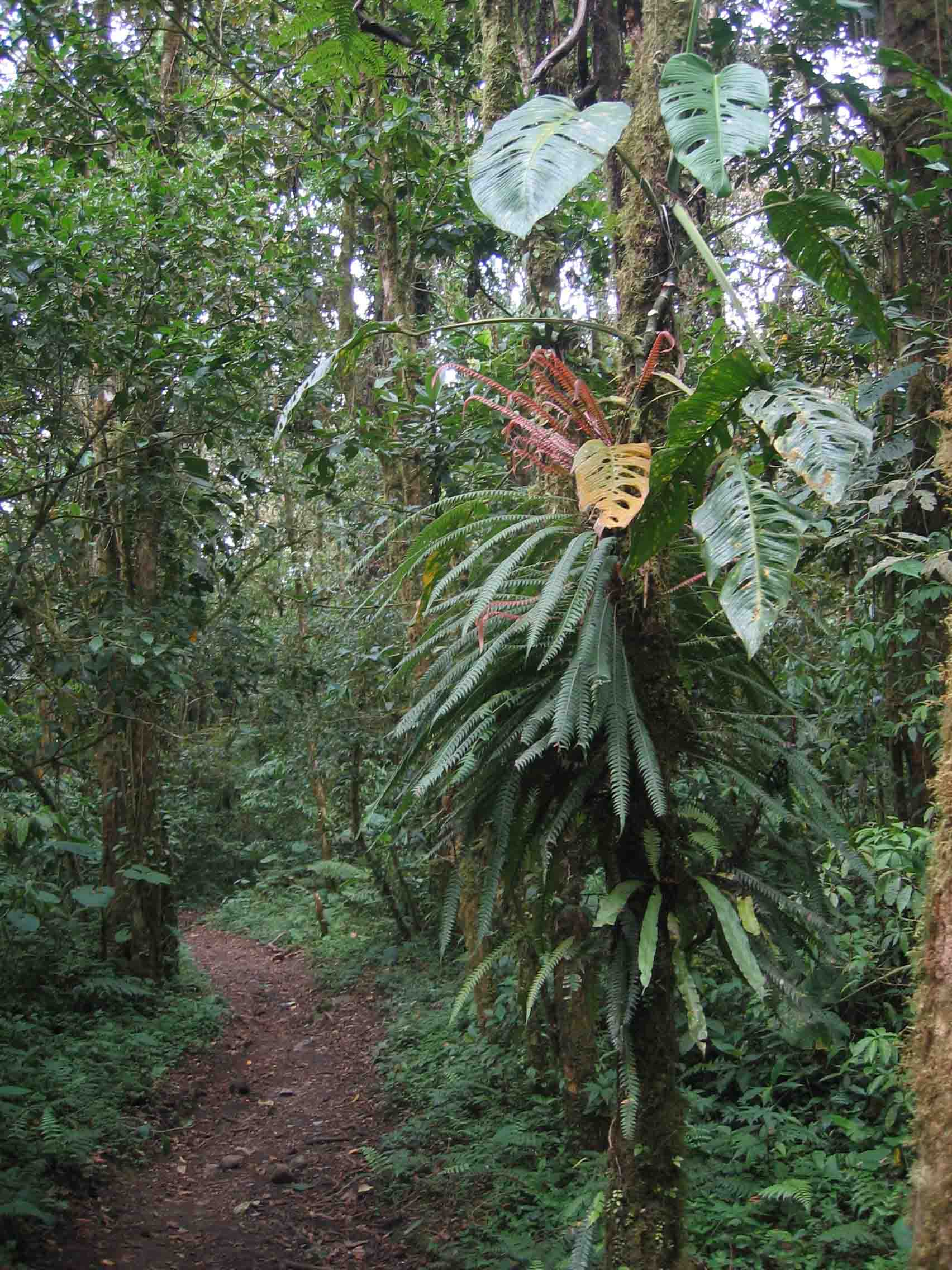
Sentier typique de la région où Kris et Lisanne ont disparu.

 Le terrain passe de la jungle aux pâturages, puis à nouveau à la jungle, ce qui rend parfois difficile de discerner le contour du chemin. L'herbe a tendance à cacher la ligne à suivre et le bétail trace des pistes dans toutes les directions.

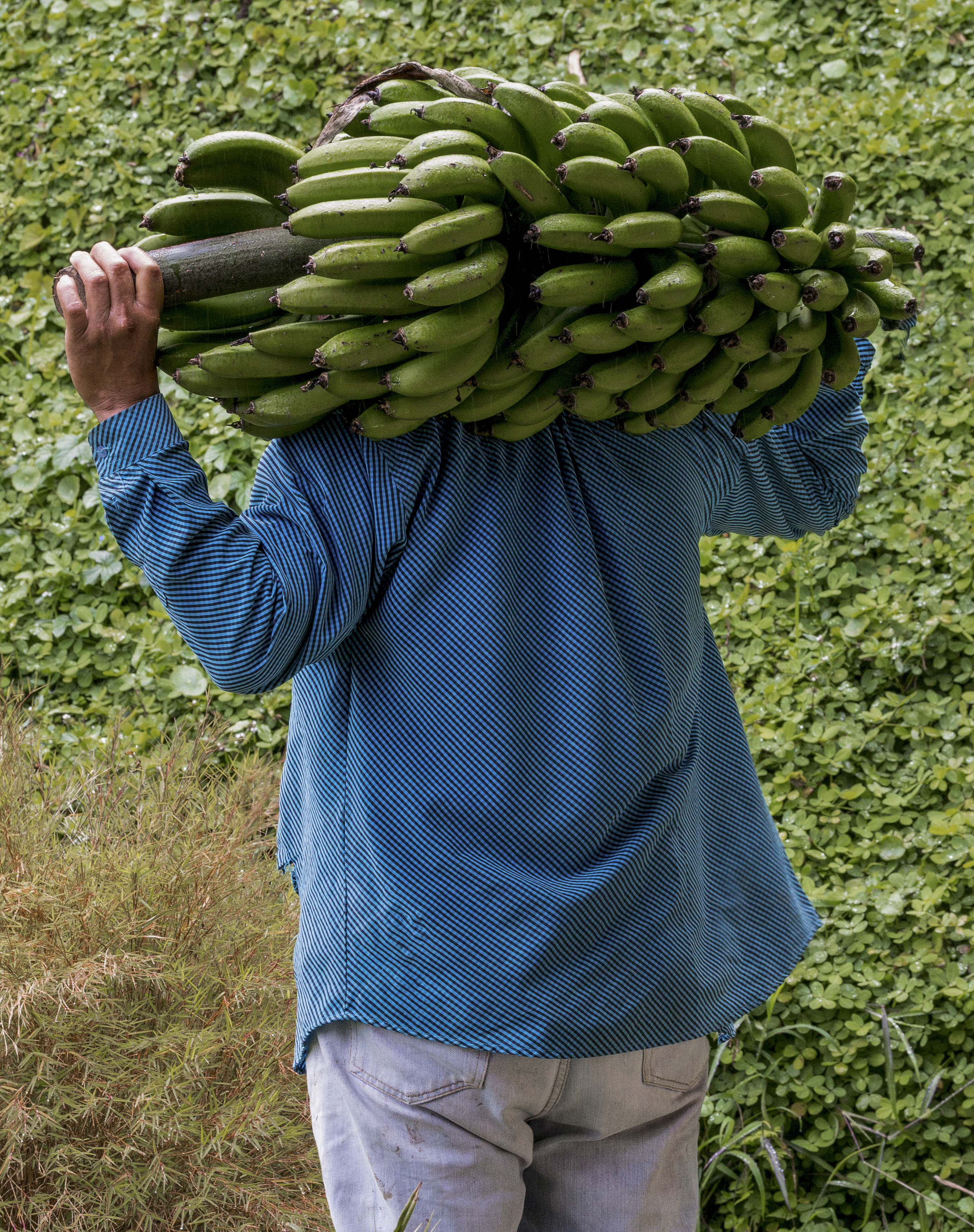
Cultivateur de bananes, à Boquete.

On y trouve notamment, outre des fermes et cabanes parfois abandonnées, un petit groupe de maisons entourées de plantations de bananiers, de papayes, de manioc et d'autres légumes, habitées par des indigènes de tous les âges,,.
Les parents de Lisanne cessent de recevoir des SMS, or les deux jeunes femmes avaient l'habitude d'en envoyer quotidiennement à leurs familles. Le matin du 2 avril, Lisanne et Kris manquent un rendez-vous avec Feliciano Gonzalez, un guide local,.

## Recherches
Le 3 avril, la police panaméenne est contactée et les autorités annoncent avoir commencé des recherches aériennes dans la forêt avec l'aide de résidents locaux. Cependant, leur démarrage est trop lent et les efforts sont désordonnés. Le cours supérieur de la rivière, où les jeunes femmes sont mortes selon l'hypothèse généralement admise, n'a été examiné pour la première fois que deux semaines après leur disparition. Kris et Lisanne ont dû être de plus en plus désespérés par le manque d'aide. Elles n'étaient qu'à douze kilomètres de Boquete. Une recherche plus rapide et mieux organisée aurait pu empêcher ce drame.
Les premières 24 heures sont essentielles pour une opération de recherche et de sauvetage, mais les autorités hésitent car elles pensaient que les deux jeunes touristes faisaient la fête. Le raisonnement est que, si le duo s'est perdu, elles ont trouvé refuge chez les Amérindiens qui vivent le long du sentier. Les recherches officielles par le SINAPROC (protection civile nationale) ont commencé dès le 3 avril. Après une fouille de dix jours à l'aide de chiens, d'un hélicoptère et d'équipes au sol qui n'a mené à rien, les efforts ont été réduits. Vers la fin mai, une équipe néerlandaise amène ses propres chiens dressés, mais elle a subi de fortes pluies et retourne aux Pays-Bas.
Le 6 avril, les parents de Kris Kremers et Lisanne Froon arrivent au Panama avec des détectives des Pays-Bas pour mener des recherches dans la jungle pendant dix jours. Les familles offrent une récompense de 2 500 dollars contre toute information permettant de retrouver Kris et Lisanne,. Quelques jours plus tard, elles quittent le Panama sans en savoir plus sur la disparition de leurs filles.
Après plus d'un mois de recherches autour du sentier, pour le guide expérimenté Feliciano G., une des dernières personnes à avoir rencontré les deux jeunes femmes, il est possible qu'elles aient été transférées ailleurs, peut-être dans la ville de Boquete, et qu'elles soient enfermées à clé. Deux ans plus tard, il estime que « ces filles auraient pu être sauvées si les gens du SINAPROC savaient comment faire leur travail. »
Fin mai 2014, un membre de l'équipe de secours participant à la recherche a commenté que le plus « étrange » dans cette affaire est qu'aucune trace des jeunes femmes sur la montagne n'a été trouvée. Il explique : « Lorsque vous vous perdez, vous laissez généralement des signes dans votre sillage. Vous attachez un morceau de chemise à un arbre ou cherchez une rivière pour boire de l'eau. Lors des recherches que nous avons effectuées, nous n'avons rien trouvé de tout cela. »
Néanmoins, à la mi-mai, deux squelettes sont signalés dans la rivière Culubre (information reçue par appel téléphonique à la police nationale). Le radar d'un hélicoptère qui s'est approché de la zone confirme leur présence. Les procureurs tentent de descendre sur le site, mais les conditions météorologiques et boisées les en ont empêchés.

## Sac à dos
Après que la récompense offerte par les parents a été augmentée à la somme de 30 000 dollars, puis 40 000 dollars (10 000 dollars ayant été ajoutés par une émission de télévision néerlandaise),, les autorités annoncent le 14 juin 2014 qu'Irma Mirando, fermière indigène ngobe, a retrouvé le sac à dos bleu de Lisanne, qu'elle dit avoir découvert au bord de la rivière Culubre (rivière du serpent, en raison de son cours sinueux) près de son village reculé d'Alto Romero, où conduit le sentier emprunté par les deux jeunes femmes, à une dizaine de kilomètres au nord du sommet Mirador (à une douzaine d'heures de marche).
Le sac à dos, en relativement bon état, contenait deux paires de lunettes de soleil, 88,30 dollars américains, le passeport de Lisanne, une bouteille d'eau à moitié pleine, un appareil photo, deux soutiens-gorge, et les deux téléphones portables des femmes,.
Les téléphones des femmes montrent que quelques heures après le début de leur randonnée, elles ont composé le 112 (le numéro d'urgence international) et le 911 (le numéro d'urgence au Panama).
Le premier appel de détresse est tenté depuis l'iPhone de Kris à 16 h 39 et, peu de temps après, à 16 h 51, un autre appel est tenté depuis le Samsung Galaxy de Lisanne, mais ceux-ci ne passent pas en raison d'un manque de réception dans la région, après le passage du sommet Mirador, situé sur la ligne continentale de partage des eaux.
Aucune des tentatives d'appels suivantes ne réussit. Le 4 avril, la batterie du téléphone de Lisanne est vide et le téléphone n'est plus jamais utilisé. L'iPhone de Kremers ne passe plus d'appels non plus mais est allumé par intermittence pour rechercher de la réception. Entre le 5 avril et le 11 avril, l'iPhone est allumé mais sans entrer le code PIN (ou en entrant un mauvais code PIN). Le 11 avril, le téléphone est allumé à 10 h 51, et éteint pour la dernière fois à 11 h 56,.
| Date de l'appel | iPhone 4 (Kris) | Samsung Galaxy S III (Lisanne) |
| --------------- | --- | --- |
| 1er avril       | 16 h 39 : tentative d'appel no 1 (112) | 16 h 51 : tentative d'appel no 1 (112) |
| 2 avril         | 8 h 12 : tentative d'appel no 2 (112) | 6 h 58 : tentative d'appel no 2 (112) 10 h 52 : deux tentatives d'appel no 3 (112 et 911) 13 h 50 : recherche de signal no 1 16 h 19 : recherche de signal no 2, le téléphone reste allumé toute la nuit |
| 3 avril         | 9 h 32 : deux tentatives d'appel no 3 (911) 11 h 46 : recherche de signal no 1 15 h 59 : recherche de signal no 2                                                                    | 7 h 36 : le téléphone est éteint |
| 4 avril         | 10 h 16 : recherche de signal no 3 13 h 42 : recherche de signal no 4 | 4 h 50 : recherche de signal no 3 5 h : recherche de signal no 4, 0 % de batterie restant, plus aucune autre activité par la suite.                                                                      |
| 5 avril         | 10 h 50 : recherche de signal no 5 13 h 37 : recherche de signal no 6 (pas de code PIN)                                                                                              | |
| 6 avril         | 10 h 26 : recherche de signal no 7 (pas de code PIN) 14 h 35 : recherche de signal no 8 (pas de code PIN)                                                                            | -- |
| 11 avril        | 10 h 51 : recherche de signal no 9 (pas de code PIN) 11 h 56 : téléphone éteint après une heure et cinq minutes, 22 % de batterie restants, plus aucune autre activité par la suite. | -- |

Les investigations se concentrent sur les cartes mémoires et sur la nature des photos. 

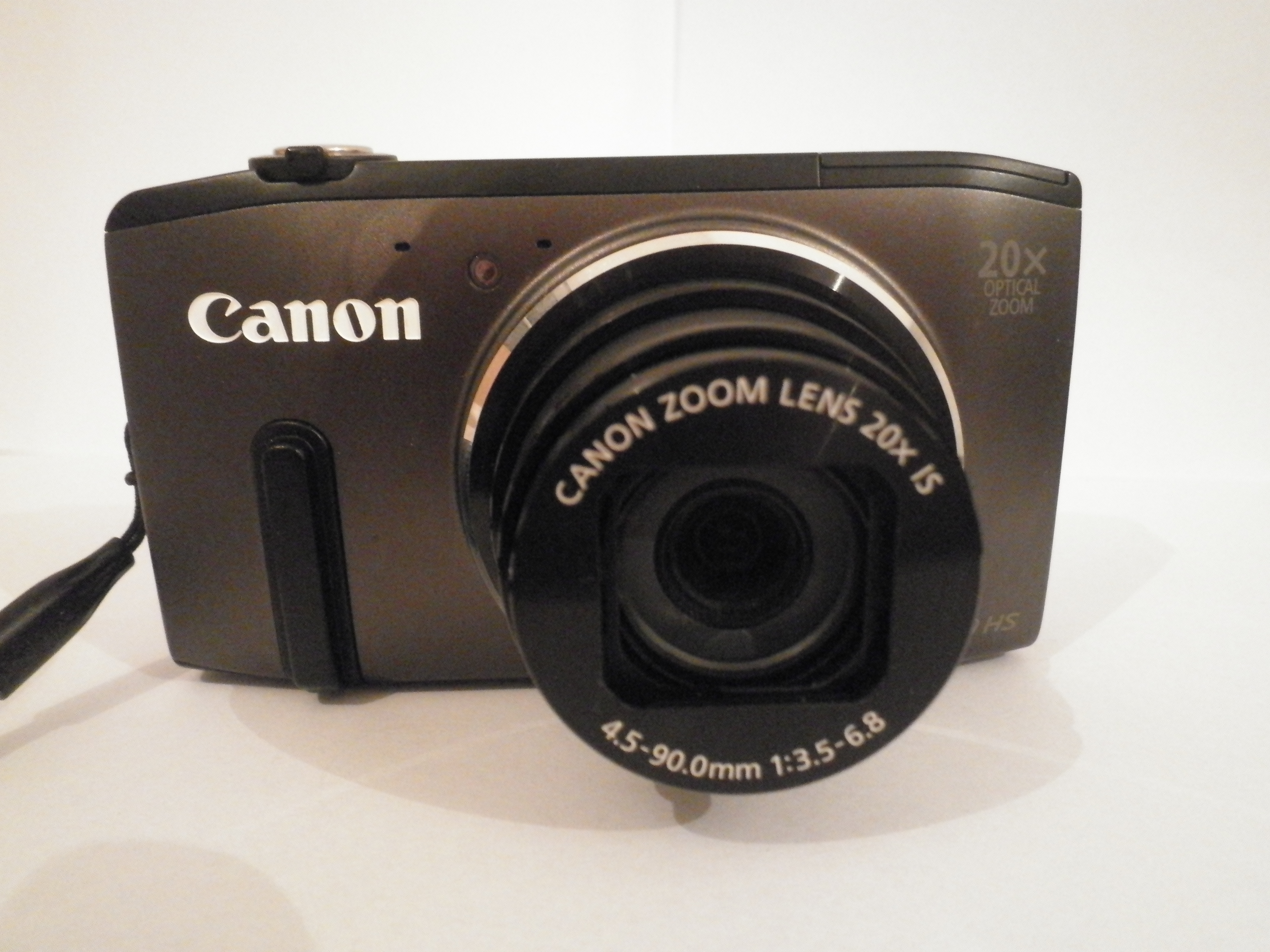
Canon PowerShot SX270 HS, appareil photo similaire à celui de Lisanne Froon.

Celles du Canon montrent des jeunes filles souriantes le long du sentier El Pianista, jusqu'au sommet, le Mirador (belvédère ou point de vue). Quatre photos (2 × 2) prouvent que le duo a poursuivi le sentier pendant au moins une heure au-delà du sommet, vers le nord, la « descente des Caraïbes » (Boquete, la ville où le duo devait retourner, étant située au sud, du côté de l'océan Pacifique). Une photographie (la fameuse numéro 509) a été effacée à l'aide d'un ordinateur. Puis, aucune photographie n'est prise pendant une semaine. Le 8 avril, 100 photos sinistres rappelant le film d'horreur Le Projet Blair Witch, peut-être mises en scène, sont prises entre 1 h et 4 h, apparemment au fond de la jungle et dans l'obscurité presque complète. Quelques photos montrent qu'elles étaient peut-être près d'une rivière ou dans un ravin. L'une des photos nocturnes montre les cheveux de Kris photographiés par derrière,, mais rien ne prouve que les jeunes filles étaient vivantes.

## Découvertes des restes humains
Peu après la découverte du sac à dos de Lisanne, les enquêteurs retrouvent, à huit heures de marche de Boquete, le short en jean de Kris, sans trace de sang mais troué, déboutonné (à la fois le bouton et la fermeture éclair), sur les bords de la rivière Culubre, à environ cinq kilomètres du lieu de la dernière photo de jour du duo, à environ 400 mètres en aval du premier "pont de singe" (pont constitué d’un simple câble tendu entre deux rives et soutenu par deux cordes) et en amont du deuxième pont du sentier, peut-être parcouru par les deux jeunes femmes, si elles n'ont pas fait demi-tour plus tôt,,.

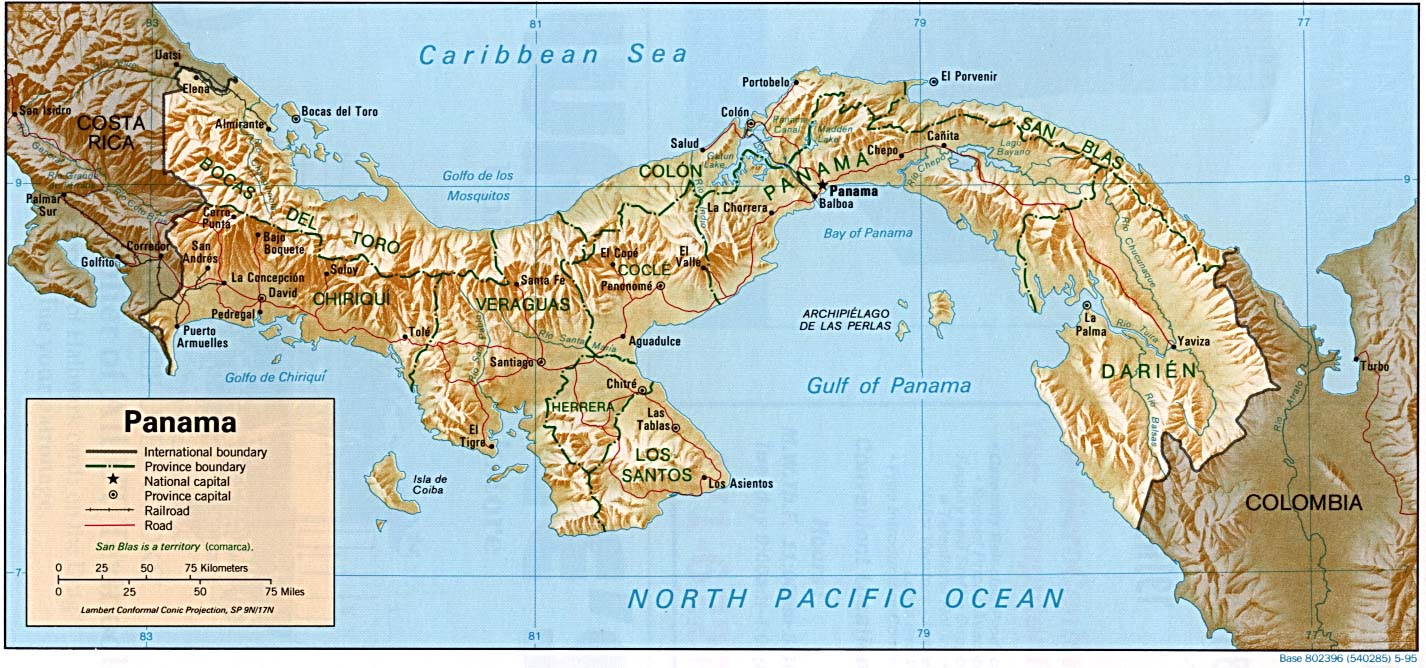
À l'ouest : Bajo Boquete, départ de la randonnée. Au nord de cette ville : le río Changuinola, l'autre nom du río Culubre (est ainsi nommé lorsqu'il est un torrent près de sa source dans les montagnes, puis, après quelques kilomètres, devient le río Changuinola) où le sac à dos des jeunes femmes, puis leurs os ont été trouvés.

 Des chaussures sont trouvées dans la zone de recherche autour du sac à dos.
Neuf jours après la découverte du sac de Lisanne, la police panaméenne retrouve 33 os largement dispersés tout au long de la même rivière Culubre, les plus en amont à deux kilomètres en aval du premier pont de singe. Un guide touristique local expérimenté estime qu'il est « douteux » que deux corps humains se brisent en petits morceaux après un si court passage dans le torrent. Les tests ADN confirment que la plupart appartiennent à Kris Kremers et Lisanne Froon. Disséminés sur plusieurs kilomètres des berges de la rivière, on retrouve le pelvis et une côte de Kris, un fémur et un tibia de Lisanne ainsi que son pied droit encore fiché dans l’une de ses chaussures de randonnée. L’autopsie révèle de nombreuses fractures du pied, consécutives à un choc, peut-être dues à une chute d’une grande hauteur. Les os de Kris, presque intacts, contiennent des traces de phosphore. De la chaux, de l'engrais ou du citron vert semble avoir été utilisé pour accélérer la décomposition de son cadavre. Aucun des os ne présente des traces d'animaux sauvages, qui n'attaquent pas les humains dans la région.

## Enquête

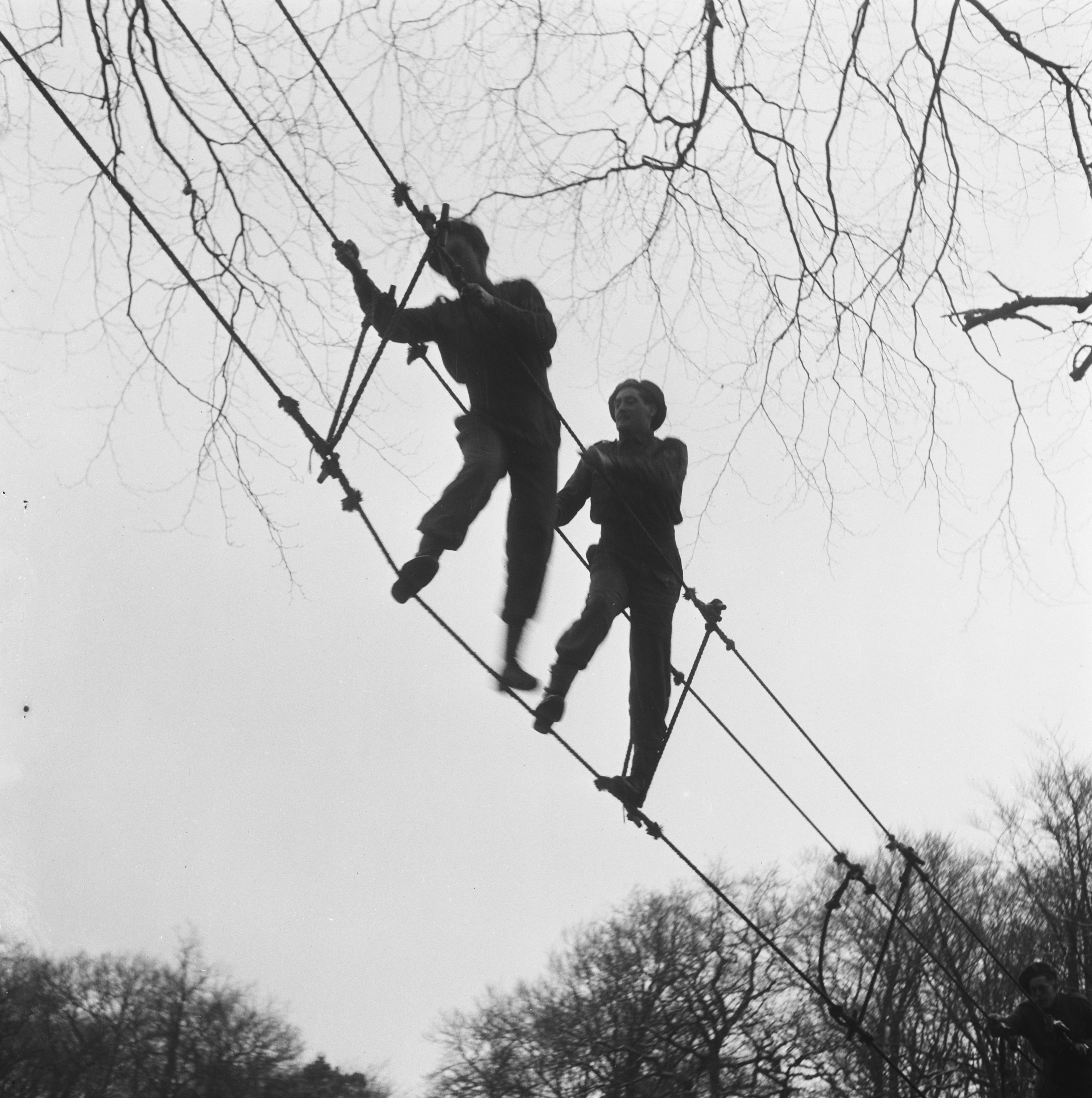
Exemple de pont de singe, celui-ci utilisé pour l'entraînement de l'armée, aux Pays-Bas en 1946.

La police panaméenne soutient la thèse accidentelle et n’a pas ouvert d’enquête criminelle, elle soutient la thèse que les deux jeunes Néerlandaises ont voulu traverser un des trois "ponts de singe" du sentier et sont tombées accidentellement. Elles auraient été « traînées à mort » dans le torrent et leur corps auraient ensuite été démembrés par des charognards. Cette version des événements a été publiquement remise en question par des criminologues, des journalistes et même l'équipe médico-légale panaméenne qui a mené les autopsies. Il apparaît que les jeunes femmes n'auraient pas eu le temps d'atteindre le premier pont avant leur première tentative d'appel aux urgences. Aucune photographie ne les montre dans les environs des ponts de singe, alors qu'elles prenaient beaucoup de photos, notamment des selfies. De surcroît, la région subissait à l'époque une sécheresse exceptionnelle et, en conséquence, il était possible de traverser les río (torrents) en pataugeant dans la boue. En outre, il existe un passage à gué à quelques dizaines de mètres en amont du premier pont. Le sentier est habité par des éleveurs de vaches et des planteurs de café ou de bananes. Il est emprunté fréquemment par des indigènes ngobe et des touristes. Par contre, des problèmes d'insécurité sont fréquents sur le sentier (vols, agressions etc.)
Des guides de voyage comme Lonely Planet ont mis en garde contre la criminalité sur le sentier El Pianista.
Selon la procureure de l'affaire, il est possible que Kris et Lisanne aient été passées à tabac et jetées dans un précipice : elle raconte qu'un touriste allemand, est arrivé au Panama le 4 avril. Le lendemain, il fait une randonnée seul sur le sentier Los quetzales à quelques kilomètres du lieu de disparition des jeunes femmes. Là, il entend une voix féminine appelant à l'aide, suivie d'une forte détonation. En regardant autour de lui, il voit deux hommes assis parmi les buissons. Aussitôt, effrayé, il s'enfuit et se présente aux autorités. Une demi-heure plus tard, à 18 heures, le Senafront (Servicio Nacional de Fronteras) est arrivé sur le site pour ratisser la zone. Ils cherchent jusqu'à 21 heures, bien après le coucher du soleil, mais n'ont rien trouvé. Le lendemain matin, SINAPROC s'y rend pour fouiller à nouveau la zone.
Selon Frank Van Der Goot, enquêteur scientifique ayant participé à l’équipe néerlandaise de recherche : « C’est absolument impossible qu’elles soient montées sur un pont de singe. Elles n’auraient pas pris un risque pareil. » Cinq ans après la disparition des jeunes femmes, il s’étonne encore de l’absence de témoignage : « Sur ce sentier, il y a des fermes. On ne peut pas ne pas vous remarquer. C’est comme si vous traversiez le jardin des gens. »
Selon Adela Coriat, journaliste à La Estrella de Panamá (es) (l'un des quotidiens les plus importants du Panama) pour lequel elle a couvert l'affaire, « l'enquête a été bâclée. » Le travail sur les empreintes digitales, par exemple sur le sac à dos, l'appareil photo ou les smartphones, a été négligé. Et aucune précaution n'a été prise pour ne pas contaminer les preuves médico-légales, notamment sur des possibles scènes de crime. « Tout devait être étouffé pour protéger le tourisme. » Coriat précise que les revenus des visiteurs étrangers constituent un pilier majeur du produit intérieur brut du Panama. Le tourisme au Panama représente environ 4 milliards de dollars par an, soit un peu plus de 18 % du PIB total du pays.
L’un des journalistes du site d’information américain le Daily Beast a enquêté sur place et fait le lien avec une vingtaine de personnes qui auraient disparu ou auraient été retrouvées assassinées dans cette même région de l’ouest du Panama.
Le Britannique Alex Humphrey, 29 ans, est aussi disparu près de Boquete le 14 août 2009 et n'a jamais été retrouvé,.
Romain Casalta, un Français, a effectué sept expéditions à Boquete entre 2019 et 2023. Il a passé des jours et des nuits en forêt à la recherche d'une explication.

## Conséquences
Les organisateurs de voyage et les brochures d'information dans les auberges de jeunesse avertissent les touristes sur le sentier El Pianista. Il leur est conseillé de toujours s'accompagner d'un guide. Lonely Planet écrit : « Deux Néerlandaises sont mortes ici pendant leur randonnée, bien que la cause de leur mort reste un mystère. Ne sortez pas seul et informez votre entourage de vos projets. » La disparition des jeunes femmes a affecté l'activité économique de l'ouest du Panama, basée principalement sur le tourisme (75 % de l'économie de Boquete est générée par les activités touristiques). Fin mai 2014, selon la Chambre de tourisme, les dommages sont estimés à 10 %. Le nombre de vacanciers néerlandais en visite au Panama a diminué pendant environ deux années. Depuis 2017, l'enthousiasme des touristes hollandais remonte peu à peu.
Pour rendre le sentier El Pianista plus sûr, quelques éléments ont été modifiés depuis 2014 : au départ, un avertissement prévient des conditions glissantes. Au sommet du sentier (le Mirador), un panneau légèrement coudé, cabossé, conseille de ne pas aller plus loin que ce point de vue. On y trouve aussi un monument commémoratif décoré de fleurs artificielles. En plus des dates de naissance de Kris et Lisanne, une croix indique également leur date de décès établie : le 1er avril 2014, même si on ignore les circonstances et la date de leur mort.

### Rumeurs et harcèlement
La rumeur de l'implication du guide Feliciano Gonzalez, ancien instituteur originaire de Boquete, dans la disparition de Kris et Lisanne n'est pas sans controverse. Le jour de la randonnée des jeunes femmes, il se trouve dans un hôpital de David, à une soixantaine de kilomètres en automobile.
Depuis, il lutte contre la dépression. Il raconte « Je n'avais jamais rien vécu de tel : ces accusations. Même ma femme a reçu des messages haineux et est décédée peu de temps après. » Cinq ans plus tard, il refuse de commenter davantage l'enquête ou les allégations. Il affirme qu'il voulait seulement aider. Des hôtels ont décidé de ne plus collaborer avec lui. En 2022, un documentaire sur l'affaire est en préparation et Feliciano Gonzalez, furieux, a engagé un avocat pour défendre sa réputation.

### Note
1. ↑  Le samedi 15 mars 2014 au matin, elles embarquent à Schiphol (aéroport d'Amsterdam) pour un vol de douze heures vers Houston (Texas), où, après une escale de quatre heures, elles prennent un vol de quatre heures pour San José, capitale du Costa Rica. Après une courte nuit dans une auberge, elles prennent un bus pour un trajet d'une dizaine d'heures qui les conduit à Bocas del Toro au Panama, en passant par la frontière où les douaniers les font payer pour une formalité qui aurait dû être gratuite. Les jeunes femmes sont toujours restées à quelques dizaines de kilomètres de la frontière avec le Costa Rica et n'ont donc pas visité d'autres régions du Panama.
2. ↑  À partir de photos récupérées sur l'appareil photo de Froon et comme en témoignent leurs deux journaux intimes, les filles avaient passé des vacances détendues à la plage à Bocas del Toro, qui consistaient en des cours de cuisine, une école de langue (Spanish by the Sea, où elles logeaient), du tourisme marin et des rencontres générales avec des personnes de leur âge, avant d'arriver dans les montagnes à Boquete.
3. ↑  La Guardería Aura Daycare exige de ses bénévoles un niveau intermédiaire d'espagnol, alors que les jeunes filles connaissaient seulement quelques mots.
4. ↑  L'école Casa Esperanza, où les jeunes femmes espéraient finalement travailler bénévolement le jour de leur disparition, dit prendre en charge les enfants de 4 à 18 ans qui travaillent avec leurs parents dans les plantations de café. L'association dit s'occuper de les envoyer à l'école, leur assurer un repas par jour, un soutien scolaire et un suivi de toute la famille.
5. ↑  Miriam Guerra, leur mère d'accueil, raconte : « Je me souviens encore comment c'était ce lundi soir ici à la maison. Kris lisait un livre dans leur chambre. Je regardais la télévision et Lisanne était assise à côté de moi sur le canapé. Je lui ai demandé ce qu'elles allaient faire après leur échec concernant le travail bénévole. Elle a confié qu'elle était très fatiguée et qu'elle toussait tout le temps parce qu'elle était asthmatique et enrhumée. C'était la dernière nuit où je les ai vues. Lisanne était malade, et j'ignore pourquoi elles ont soudainement entrepris une longue randonnée le lendemain. »
6. ↑  D'autres sources affirment que les jeunes femmes ont pris leur petit déjeuner du 1er avril 2014 à leur école de langue Spanish by the River (qui propose aussi des services d'auberge de jeunesse). Elles auraient mangé au restaurant Nelvis la veille. D'autres sources rapportent que Miriam, leur mère d'accueil, leur a préparé et servi le petit déjeuner, comme les deux jours précédents.
7. ↑  Il y avait un WIFI public dans cette zone, que tous les touristes peuvent utiliser. Il n'y a donc pas besoin d'un WIFI de restaurant. La police n'a pas non plus recherché de WIFI du Nelvis lorsqu'elle a enquêté sur les lieux, et il n'y a aucune mention d'un WIFI du restaurant Nelvis dans l'ensemble du dossier. Un interrogatoire approfondi du personnel du restaurant Nelvis révèle que Kris et Lisanne n'étaient pas présentes. Personne n'a vu avec certitude les jeunes femmes après leur départ de leur école d'espagnol.
8. ↑  Lisanne ouvre Google Maps à 10h16. Le téléchargement d'une carte ne peut pas être confirmé. Aucune donnée de téléchargement n'est affichée. Google Maps peut également être ouvert et utilisé hors ligne, ce qui est logique si, par exemple, ils n'étaient plus en ligne à partir de 10h10. Il est presque certain qu'ils avaient déjà une carte de Boquete à ce moment-là, car les jeunes femmes s'y étaient promenées les jours précédents.
9. ↑  « Nous réviserons le texte sur Sendero El Pianista dès que nous en saurons plus sur ce qui est arrivé aux jeunes femmes et lorsque nous recevrons une mise à jour de notre auteur sur la sécurité des voyageurs là-bas », a déclaré une porte-parole de Lonely Planet. Ce guide de voyage mettait déjà en garde contre les vols sur le sentier. L'école de langue de Kris et Lisanne n'avait pas recopié cet avertissement dans son dossier d'information.
10. ↑  Kris avait laissé son passeport dans la chambre qu'elle partageait avec son amie chez leur famille d'accueil. Celui de Lisanne était à l'intérieur de leur sac à dos, trouvé dans le fleuve Changuinola.
11. ↑  Le 112 est pré-programmé dans les téléphones vendus aux Pays-Bas.
12. ↑  Des sources mentionnaient qu'un appel au 911 le 2 avril aurait duré un peu plus d'une seconde avant de s'interrompre, mais cette information s'est finalement révélée erronée. Le directeur du Système unifié de gestion des urgences (SUME 911) Gil Rafael Fábrega l'a démentie.
13. ↑  Jusqu'à début 2021, la rumeur courait que le short en jean de Kris aurait été retrouvé soigneusement plié, mais des photos du vêtement dévoilées en février 2021 réfutent cette information.
14. ↑  Des restes d'au moins trois autres personnes ont été trouvés dans le río Culebra (rivière du serpent). Leur ADN a révélé une ascendance autochtone.
15. ↑  Au total, selon des documents d'enquête dévoilés fin 2019 par l'(ancien) avocat de la famille Kremers, 0,94% du squelette de Kris Kremers a été trouvé (deux os : le pelvis gauche et une côte droite) et 13,2% du squelette de Lisanne Froon (trente os : le fémur gauche, le tibia gauche et les 28 os du pied gauche.)
16. ↑  À l'époque, Feliciano G. avait 58 ans et était guide sur les sentiers de Boquete depuis 14 ans. L'ascension jusqu'au sommet du sentier El Pianista coûtait 25 dollars par touriste.